# Bajo Panadés
El Bajo Panadés (oficialmente en catalán, Baix Penedès) es una comarca española, situada en la provincia de Tarragona, Cataluña. Tiene como capital Vendrell. Es una de las cuatro comarcas en que quedó dividido la veguería del Panadés en la división comarcal de 2017.
Limita con el Alto Panadés y el Garraf por el este; con el Mediterráneo por el sur; con el Alto Campo por el norte, y con el Tarragonés por el oeste.

## Geografía

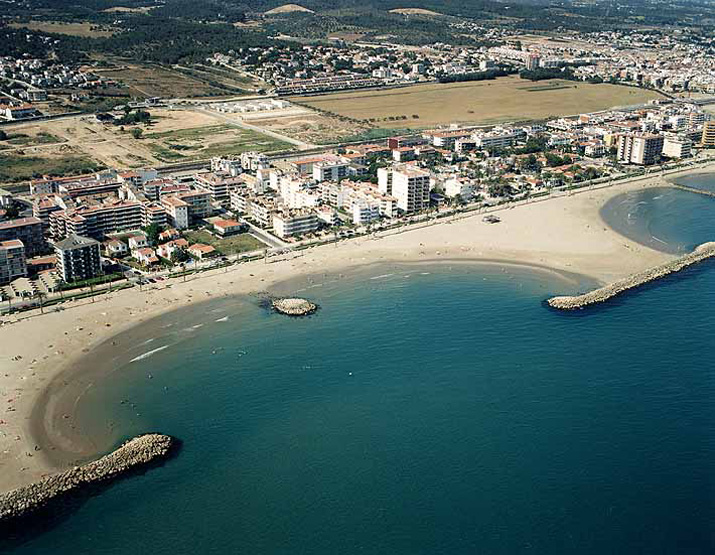
Cunit.

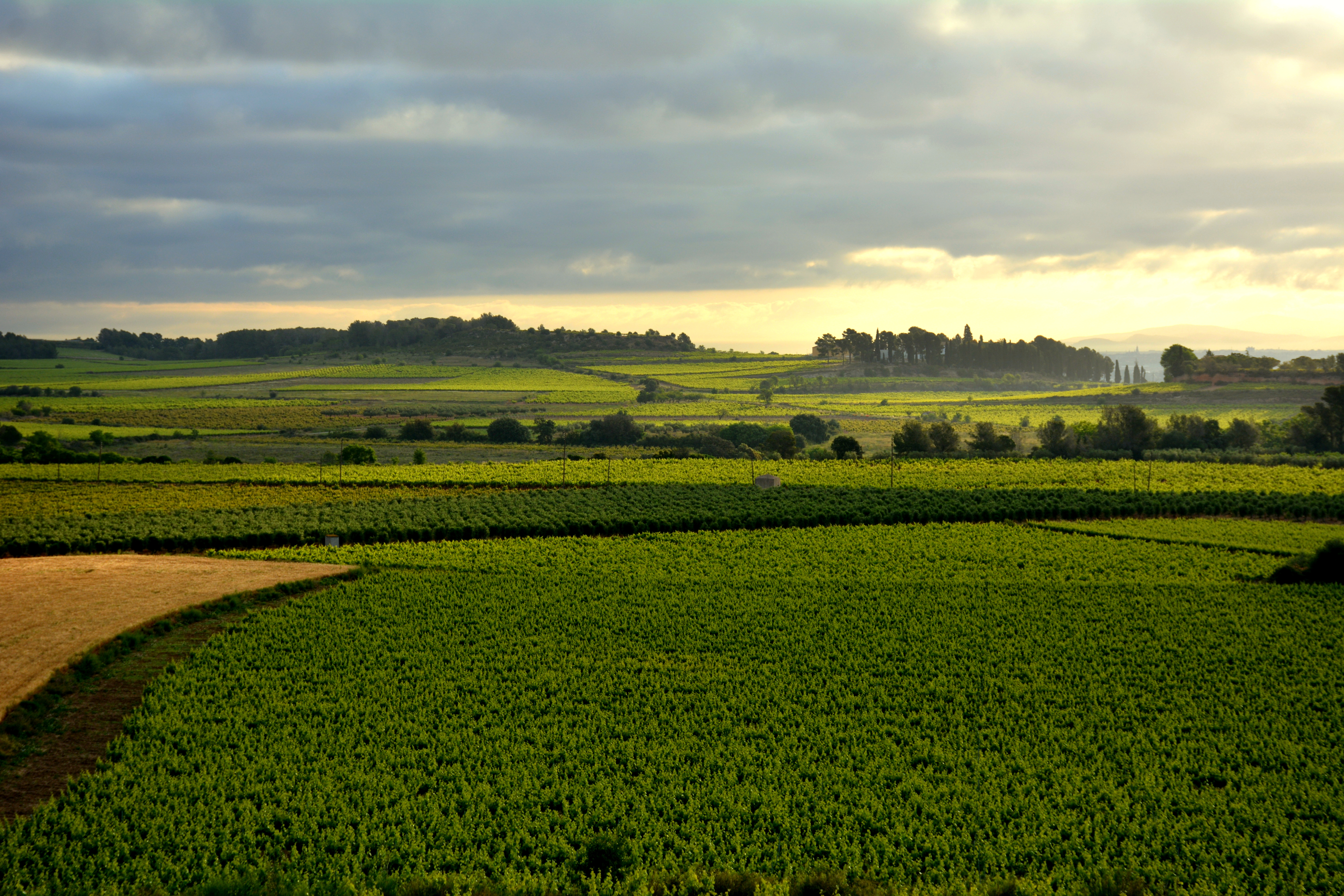
Viñas en San Jaime dels Domenys.

Al norte acaba en el Montmell (861 m), su prolongación por Aiguaviva (752 m) y el monte del Águila (705 m), que constituyen una avanzada sobre la Depresión Prelitoral Catalana. Otros estribaciones de la misma cordillera forman el cuello de Rubiola (360 m), la colina de Santa Cristina (400 m) y la de San Antonio de Albinyana (407 m), que en conjunto dibujan el arco orográfico de la periferia comarcal por el oeste y hacen de límite con el valle del Gaià y el Campo de Tarragona. En la costa, el extremo oeste de la Cordillera Litoral Catalana, constituida por el macizo del Garraf, limita con la sierra del Medio de Calafell (222 m) y deja al Bajo Panadés abierto al mar. La superficie de la planicie del Vendrell es de sedimentación cuaternaria, depositada sobre sedimentos miocénicos, los cuales emergen formando las montañas del gran arco periférico del noroeste. En el lado de mar, el miocénico soporta dolomías y calizas cretáceas, que son la última expresión de la cara oeste del macizo del Garraf.
La vegetación, mediterránea litoral poco húmeda, se reparte entre dos dominios climáticos: el de la maquia y el palmito en la tierra baja, especialmente en los suelos secos y poco profundos, y el del encinar, de tendencia un poco montañosa. Actualmente una gran parte de la tierra está cubierta por matorrales como romero y brezo, a menudo sombreados por un bosque poco denso de pino blanco.

### Clima
El clima del Bajo Panadés es Mediterráneo de tipo Litoral Sur, excepto el Montmell donde es de tipo Prelitoral Sur. La precipitación media anual está entre los 550 mm y 650 mm y se registran las mayores acumulaciones en el área del Montmell. Los máximos se dan claramente en otoño y los mínimos en invierno y en verano. Térmicamente los inviernos son moderados, con temperaturas medias de 7 °C a 9 °C de media, y los veranos calurosos, con alrededor de 24 °C de media, dando como resultado una amplitud térmica anual entre media y alta. Solo puede helar entre noviembre y marzo.
La estación más lluviosa es el otoño, en el curso de la cual cae un 40% de la precipitación anual acumulada. La primavera proporciona el 25% y el resto se reparte entre las otras dos estaciones. La máxima pluviosidad se da en septiembre, el 20% del total anual, y la mínima en julio, el 2%. Nieva algún año en invierno, pero poca cantidad. La nubosidad es escasa. La red hidrográfica queda reducida al arroyo del Vendrell, que desemboca en el mar. Los arroyos de Sant Jaume dels Domenys y de Marmellar lo hacen en el río Foix junto con los pequeños cursos superficiales de los términos de Calafell y de Cunit, que surgen de la cordillera costera.

## Historia

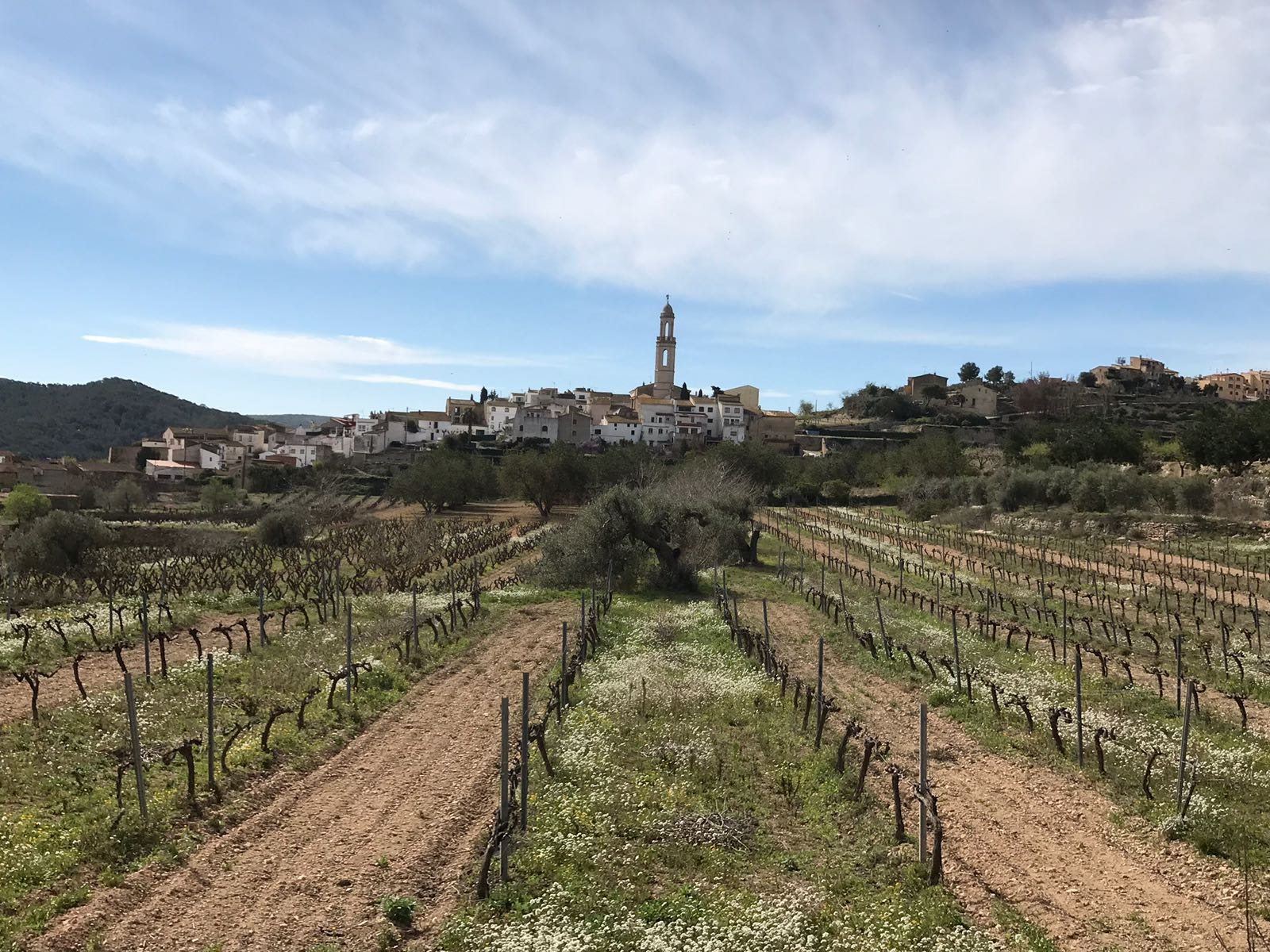
Vista de Albiñana.

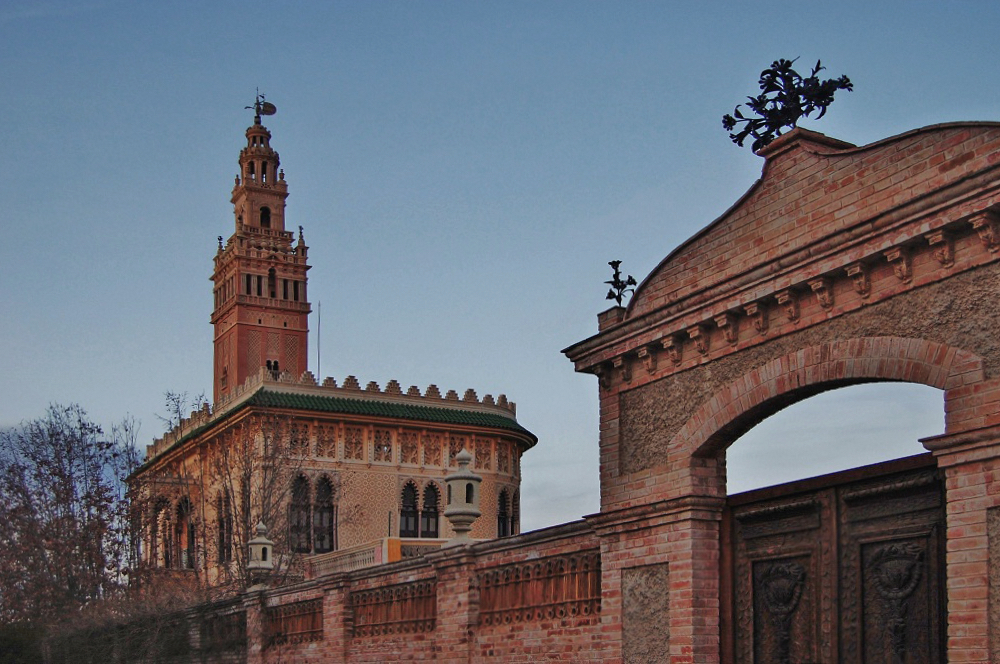
La Giralda de Arbós.

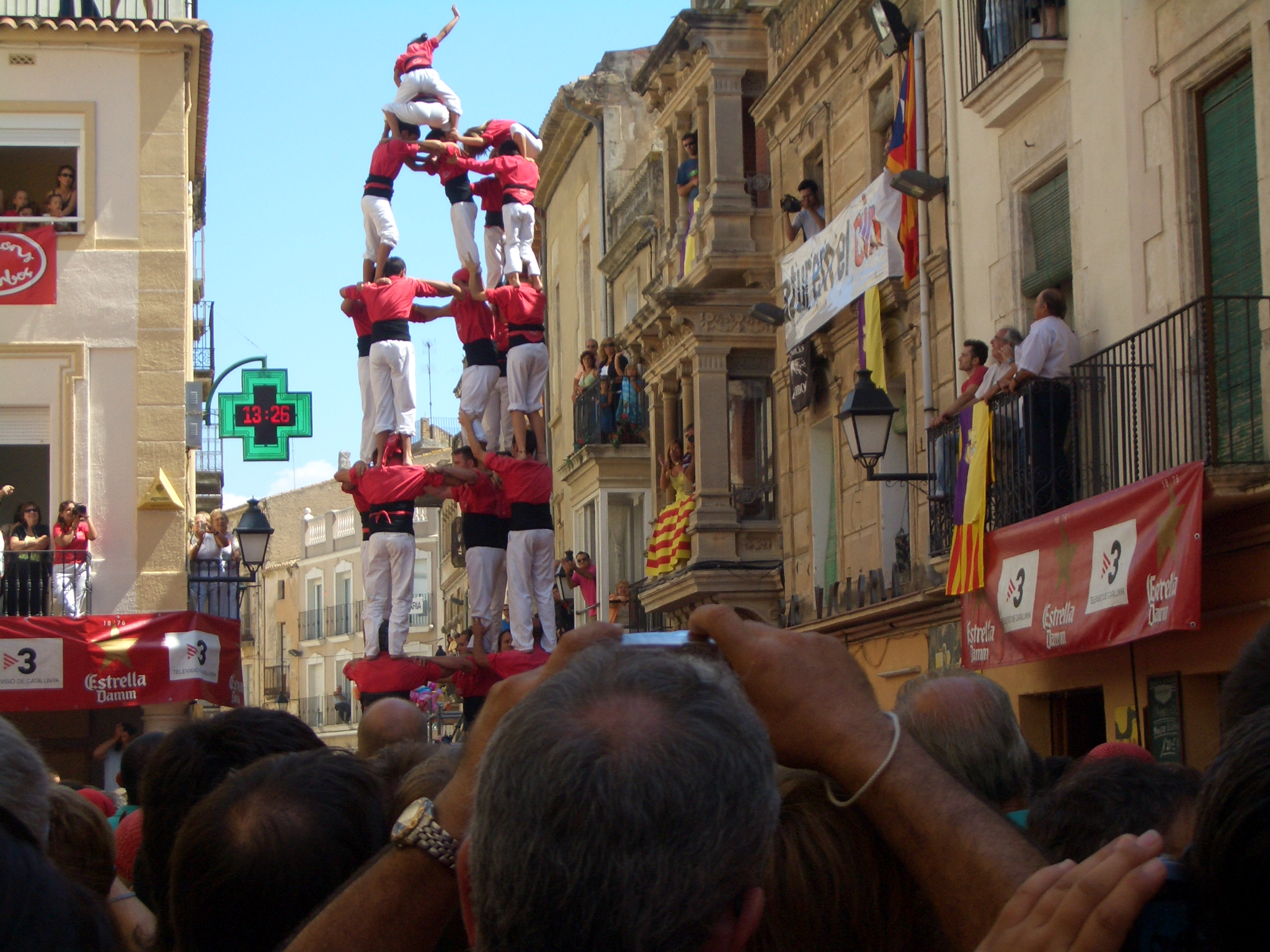
Els Minyons de l'Arboç durante la Fiesta Mayor en la Plaza de la Villa.

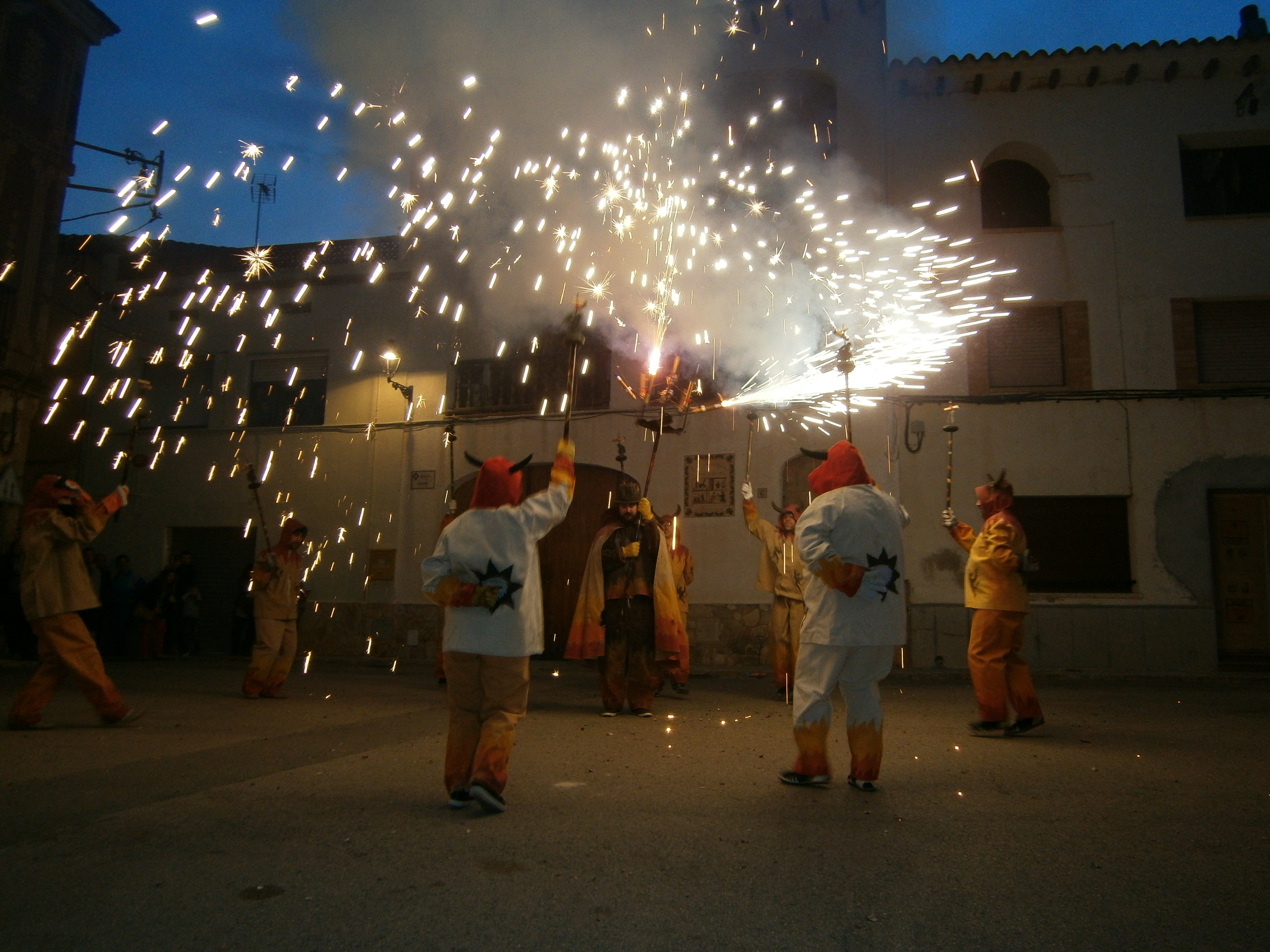
Aguilots de Bonastre en el baile de diablos de la plaza Mayor.

La comarca del Bajo Panadés ha sido habitada desde hace mucho tiempo, aunque existe núcleos despoblados como Marmellar.
El ella vivieron los íberos. Todavía quedan restos de sus poblados en diversos lugares:
- en Bañeras del Panadés, Can Canyís.
- en Vendrell el poblado de las Guàrdies.
- en Calafell el poblado de las Toixoneres o la Ciutadella.
- en Cunit la pequeña granja de Fondo d'en Roig.

## Consejo comarcal
El consejo comarcal lo forman 33 consejeros agrupados en los siguientes partidos (la elección es indirecta a través de los resultados de las elecciones municipales celebradas en mayo de 2019):
| Candidatura | Candidatura                                     | Votos  | Regidores | % Votos |
| ----------- | ----------------------------------------------- | ------ | --------- | ------- |
|             | Partit dels Socialistes de Catalunya (PSC-PSOE) | 12.757 | 13        | 29,85%  |
|             | Esquerra Republicana de Catalunya (ERC)         | 7.920  | 7         | 18,53%  |
|             | Junts per Catalunya (JxCat)                     | 6.806  | 7         | 15,93%  |
|             | Ciutadans-Partido de la Ciudadanía (Cs)         | 3.958  | 3         | 9,26%   |
|             | Partit Popular/Partido Popular (PP)             | 1.675  | 1         | 3,92%   |
|             | En Comú Podem (ECP)                             | 1.504  | 1         | 3,52%   |
|             | Candidatura d'Unitat Popular (CUP)              | 1.448  | 1         | 3,39%   |
|             | Otras candidaturas                              | 6.667  | 0         | 15,60%  |
| Total       | Total                                           | 42.735 | 33        |         |

## Cultura
Las tradiciones culturales de la comarca del Bajo Panadés son muy ricas y variadas y tienen un fuerte arraigo entre su población. 
Por otra parte, es una tierra que ha dado grandes personalidades al mundo de la cultura y en la que podemos encontrar vestigios de poblamientos muy antiguos.

### Gastronomía
Entre sus platos típicos destacan el xató, la coca de verduras, el civet de senglar (jabalí), el bull de tonyina (atún) o el arroz a banda. Entre los postres destacan els bufats y les orelletes.

### Castellers
Los castellers son una manifestación cultural catalana que tiene en el Bajo Panadés una de las tradiciones más largas de Cataluña.
En Vendrell, que es la capital de comarca hay un monumento dedicado a los "castellers". La comarca existen actualmente tres "colles" o "cuadrillas" en castellano: els Nens del Vendrell (en el año 2001 celebraron su 75 aniversario), els Minyons de l'Arboç y els Bous de la Bisbal del Panadés.
Las concentraciones castelleras más importantes de la comarca se hacen cada año para Santa Teresa en el Vendrell, la Madre de Dios (Virgen María) de agosto en La Bisbal del Panadés y el cuarto domingo de agosto, en Arbós, con la participación de las mejores "colles" de la región.

### Personajes relevantes
El Bajo Panadés ha dado relevantes personalidades que han contribuido al mundo de la cultura, entre los que cabe destacar:
- Àngel Guimerà (1845-1924): escritor (hijo adoptivo; era canario de nacimiento pero su madre era de Vendrell). En Vendrell se puede visitar su casa 'pairal':cal Guimerà.
- Pau Casals (1876-1973): músico y compositor. En San Salvador se puede visitar su casa convertida en Museo: la vila Casals y también el Auditori Pau Casals.
- Aureli Maria Escarré (1908-1968): abad de Montserrat. Su pueblo, Arbós, le dedicó un monumento el año 1978. Se puede visitar su casa natal en la calle Mayor.
- Josep Cañas i Cañas (1905-2001): Dibujante y escultor catalán.
- Andrés Nin (1892-1937?): Político, sindicalista y traductor marxista. Fundador del POUM.

## Municipios
| Municipio                                     | Superficie (km²) | Población | Municipio                                        | Superficie (km²) | Población |
| --------------------------------------------- | ---------------- | --------- | ------------------------------------------------ | ---------------- | --------- |
| Albiñana (Albinyana)                          | 19,37            | 2367      | Arbós (L'Arboç)                                  | 14,09            | 5486      |
| Bañeras (Banyeres del Penedès)                | 12,21            | 3019      | Bellvey (Bellvei)                                | 8,27             | 2110      |
| La Bisbal del Panadés (La Bisbal del Penedès) | 32,54            | 3428      | Bonastre                                         | 24,97            | 651       |
| Calafell                                      | 20,40            | 24 672    | Cunit                                            | 9,74             | 12 626    |
| Lloréns (Llorenç del Penedès)                 | 4,64             | 2280      | Maslloréns (Masllorenç)                          | 6,55             | 528       |
| Montmell (El Montmell)                        | 72,76            | 1511      | San Jaime dels Domenys (Sant Jaume dels Domenys) | 24,45            | 2491      |
| Santa Oliva                                   | 9,65             | 3322      | Vendrell (El Vendrell)                           | 36,82            | 36 647    |